# Hà Tiên

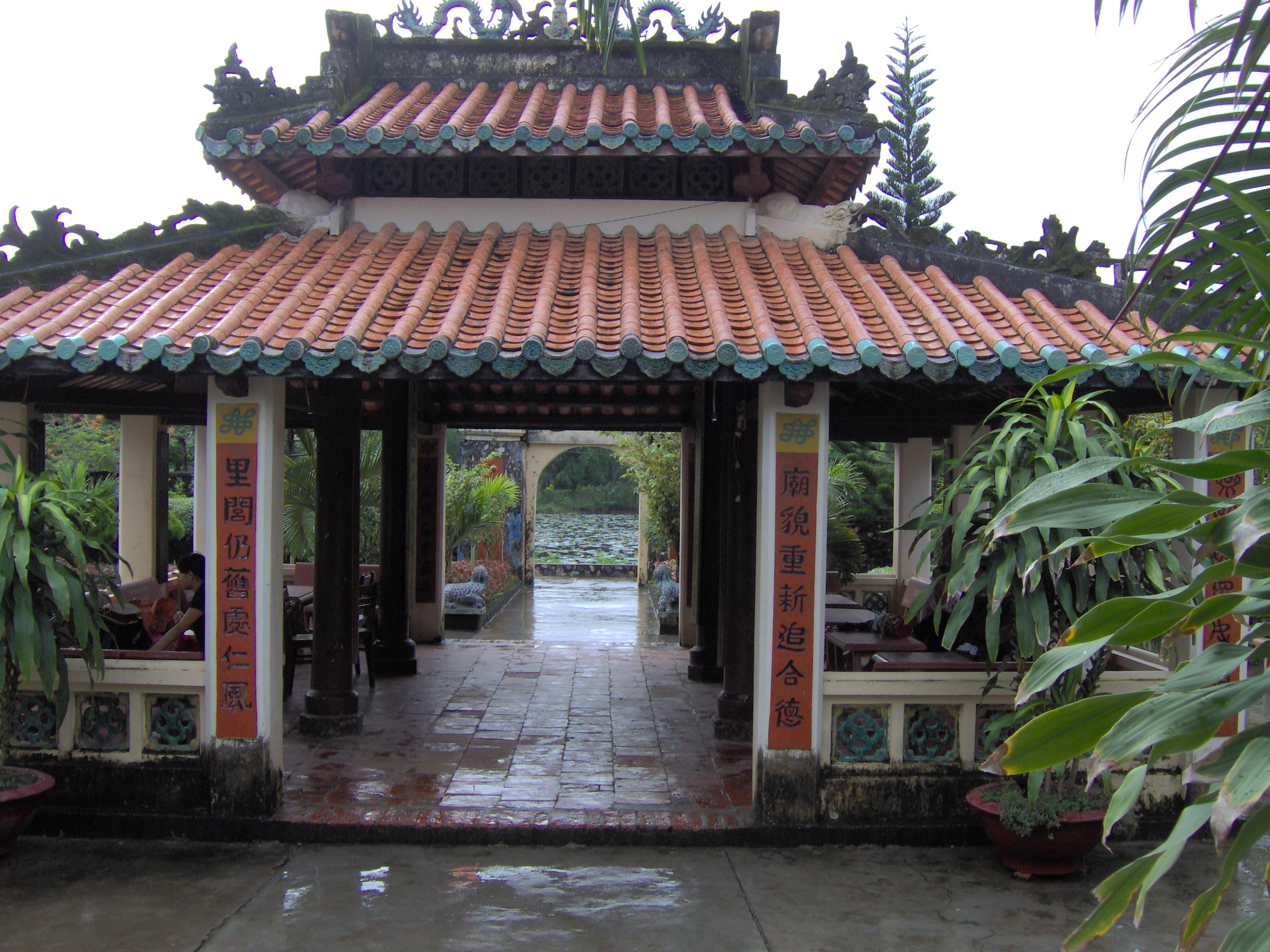
Mausolée de Mạc Cửu

Hà Tiên (appelé autrefois Pontomeas ou Ponthiamas par les Européens, du khmer Banteay Meas បន្ទាយមាស) est une petite ville du delta du Mékong au sud du Viêt Nam. Elle appartient à la province de Kiên Giang et se trouve près de la frontière cambodgienne (à 7 kilomètres à l'ouest). Sa superficie est de 8 851,51 hectares. Sa population s'élevait à 39 957 habitants en 2002.  
La ville est prisée des touristes pour ses plages. Un ferry la relie à Phú Quốc.
Elle a été fondée au début du XVIIIe siècle par le Chinois Mạc Cửu, qui en fit la capitale d'un petit royaume, bientôt allié à la Nguyễn.

## Illustrations

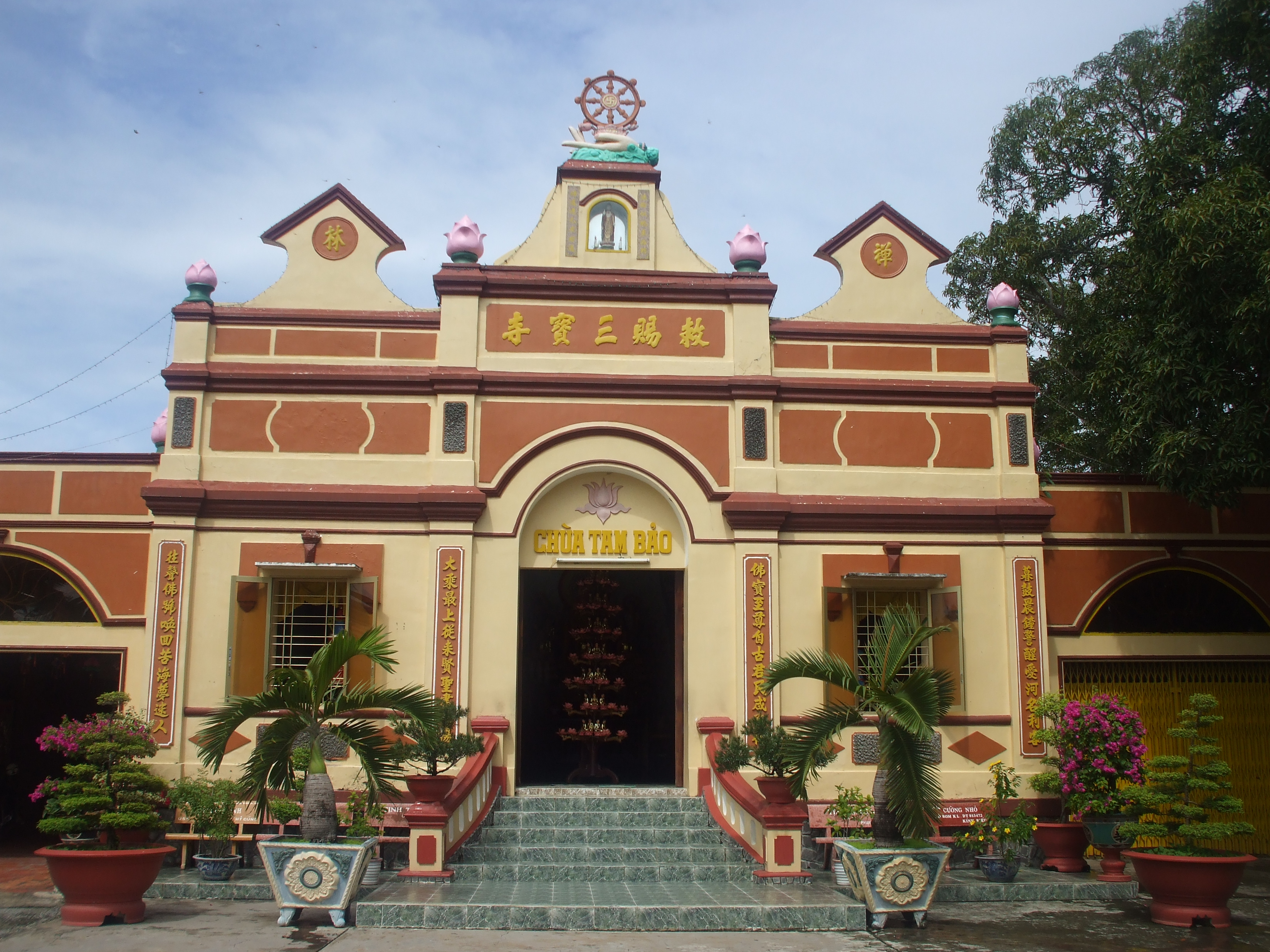
Pagode de Tam Bảo.
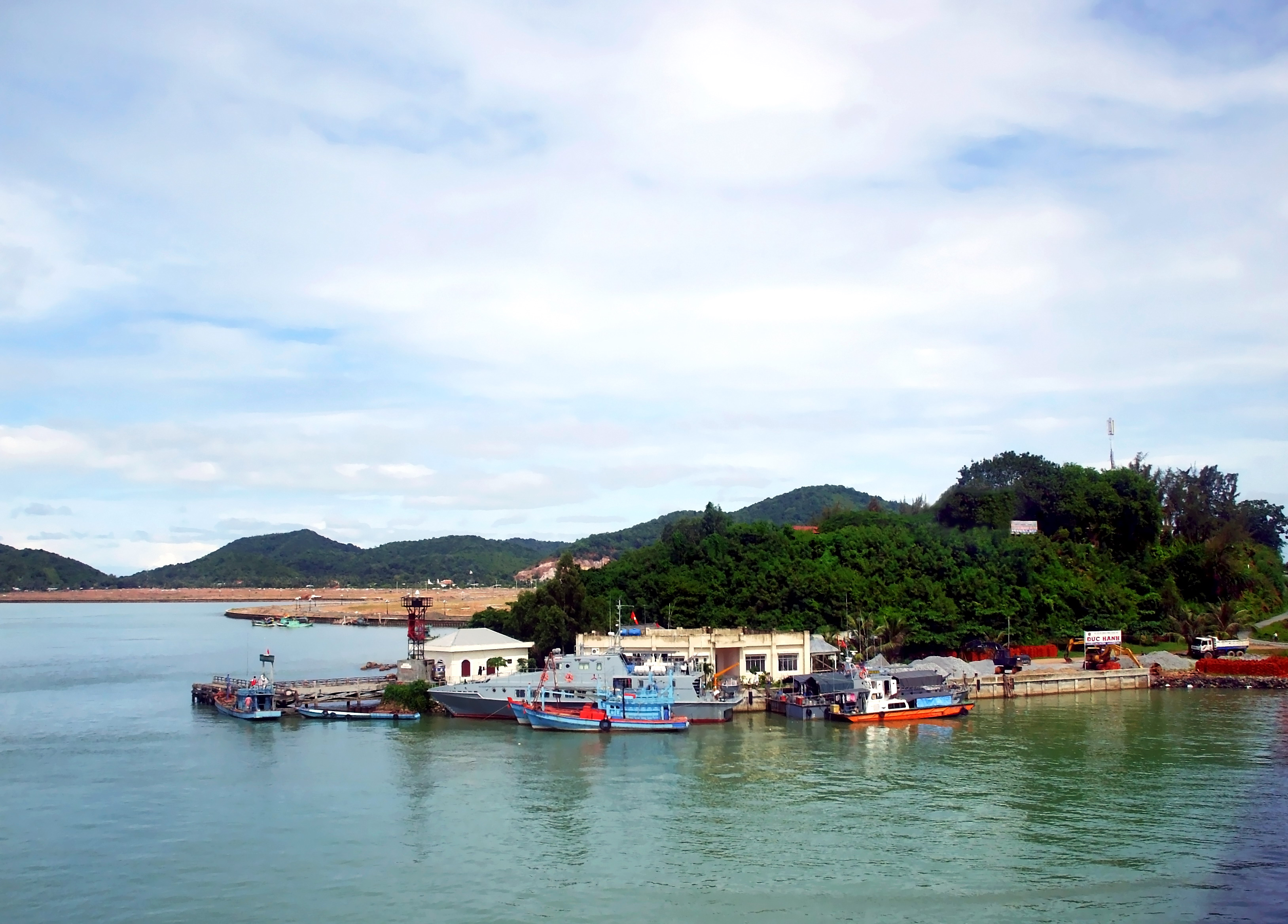
Bateaux de surveillance sur le littoral.
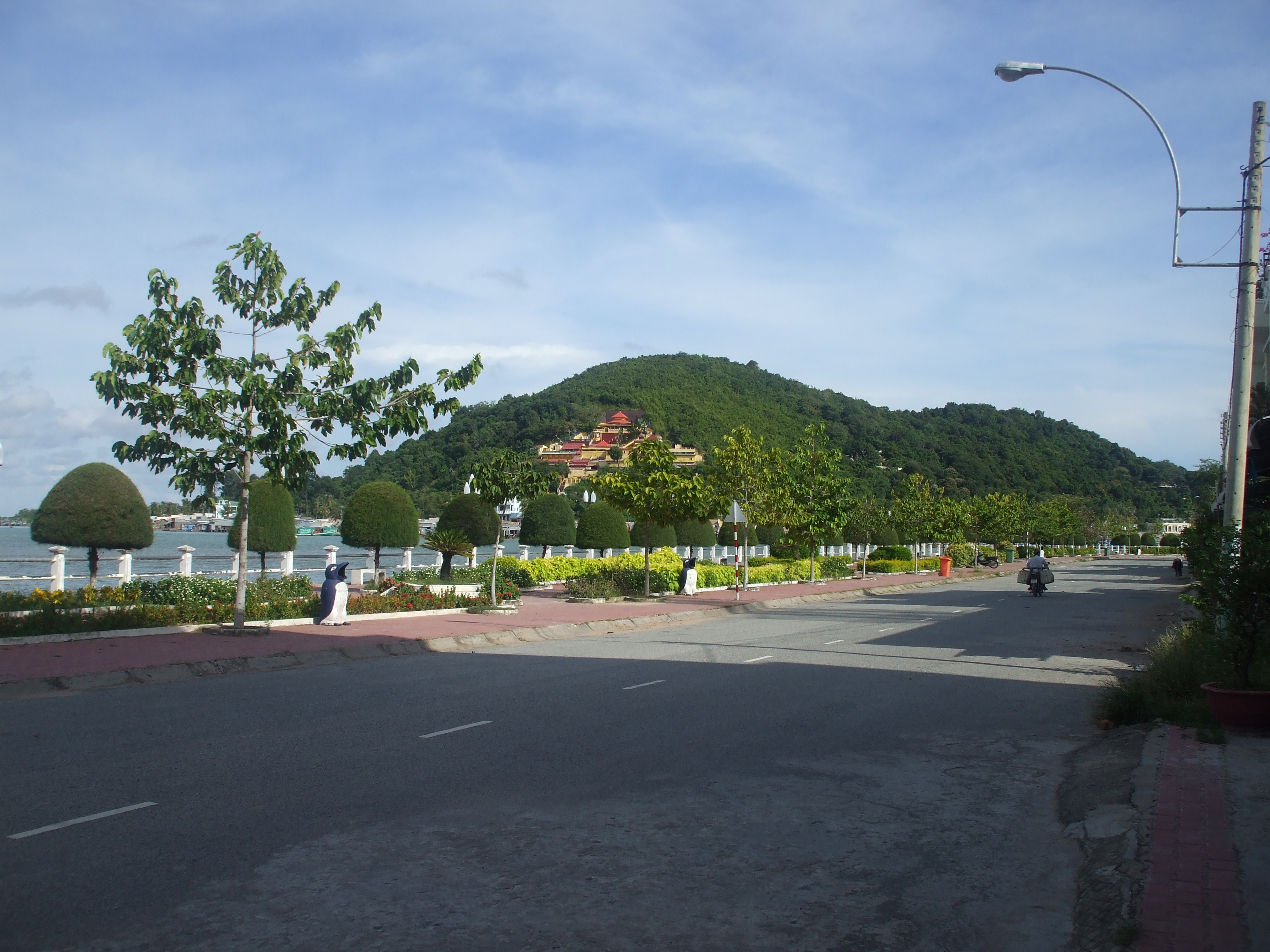
Route du bord de mer.
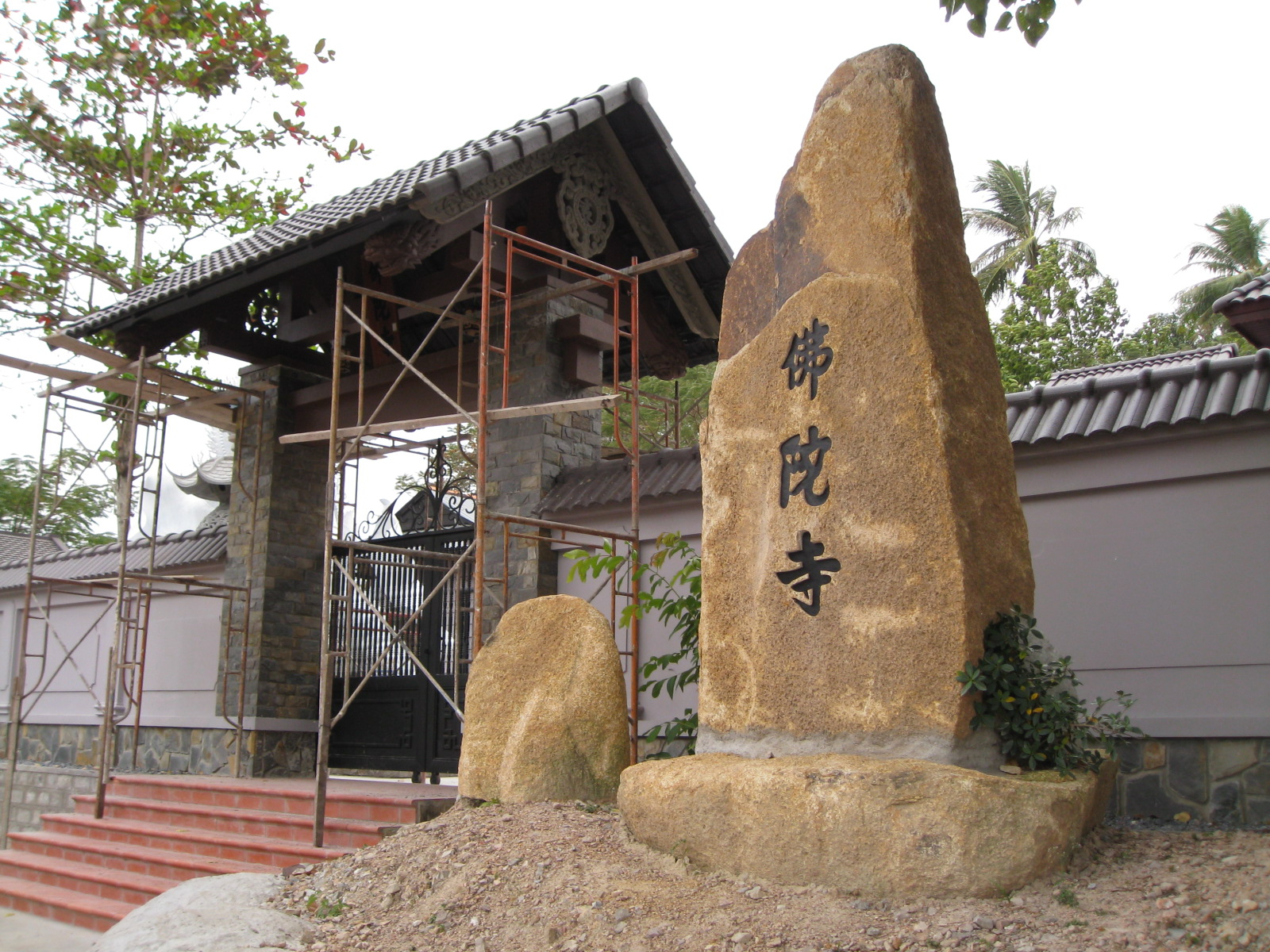
Pagode de Ha Tien
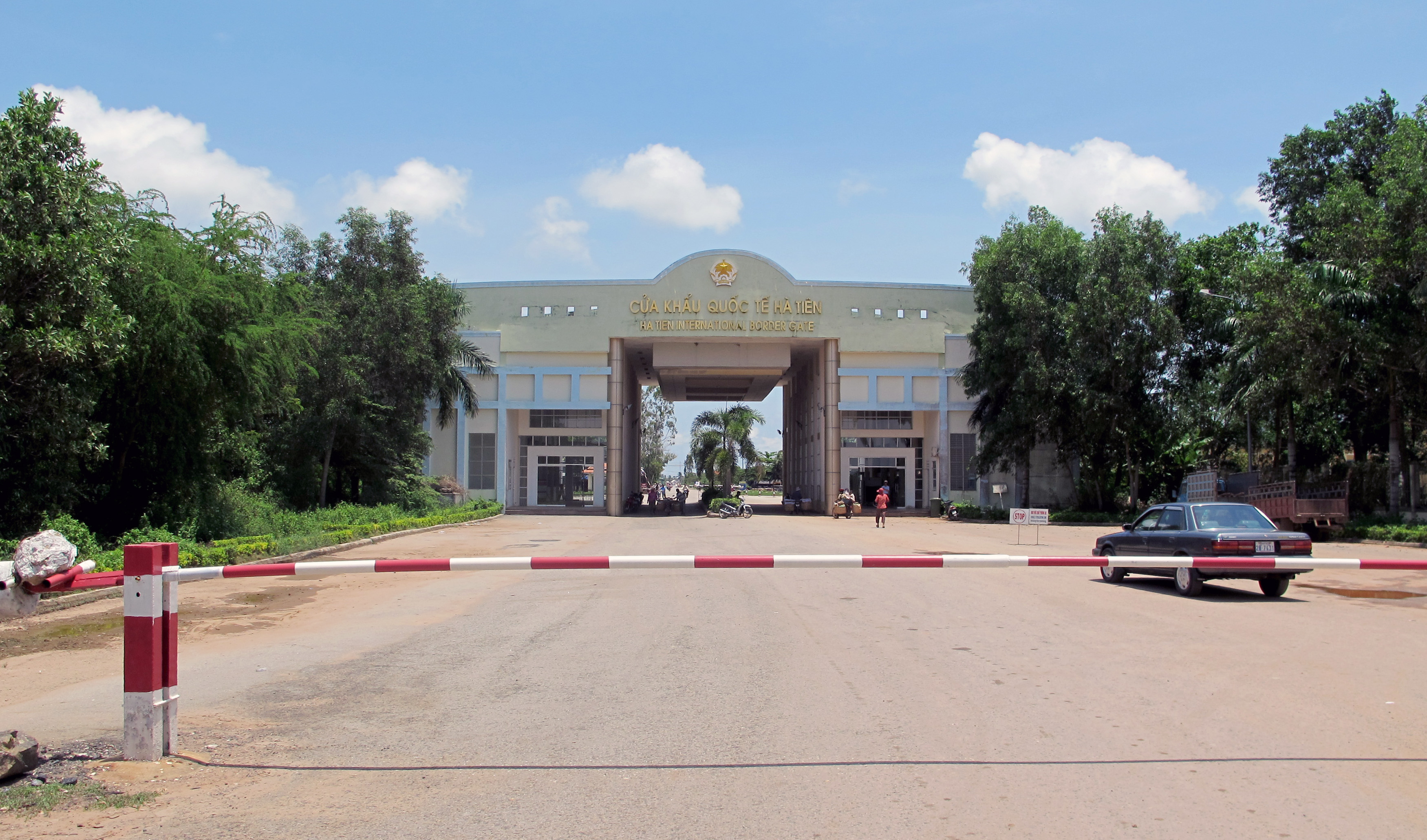
frontière